# Sergiolus decoratus
Sergiolus decoratus är en spindelart som beskrevs av Benjamin J. Kaston 1945. Sergiolus decoratus ingår i släktet Sergiolus och familjen plattbuksspindlar. Inga underarter finns listade i Catalogue of Life.